# Michal Kabelka
Michal Kabelka (ur. 4 lutego 1985 w Łuczeńcu) – słowacki lekkoatleta specjalizujący się w skoku wzwyż.
Dwukrotnie brał udział w młodzieżowych mistrzostwach Europy odpadając w eliminacjach w 2005 i zajmując dwa lata później szóstą lokatę w finale. W 2009 bez powodzenia uczestniczył w halowych mistrzostwach Europy oraz latem uplasował się na siódmym miejscu uniwersjady.  
Medalista mistrzostw Słowacji w hali oraz na stadionie. Uczestnik klubowego pucharu Europy.
Rekordy życiowe: stadion – 2,24 (29 czerwca 2012, Helsinki; 20 sierpnia 2012, Budapeszt); hala – 2,31 (8 lutego 2012, Bańska Bystrzyca). 

## Osiągnięcia
| Rok  | Impreza                        | Miejsce   | Pozycja           | Wynik |
| ---- | ------------------------------ | --------- | ----------------- | ----- |
| 2005 | Młodzieżowe mistrzostwa Europy | Erfurt    | el. – 11. miejsce | 2,18  |
| 2007 | Młodzieżowe mistrzostwa Europy | Debreczyn | 6. miejsce        | 2,21  |
| 2009 | Halowe mistrzostwa Europy      | Turyn     | el. – 11. miejsce | 2,22  |
| 2009 | Uniwersjada                    | Belgrad   | 7. miejsce        | 2,15  |
| 2012 | Mistrzostwa Europy             | Helsinki  | 6. miejsce        | 2,24  |
| 2012 | Igrzyska olimpijskie           | Londyn    | el. – 30. miejsce | 2,16  |
| 2013 | Halowe mistrzostwa Europy      | Göteborg  | el. - 20. miejsce | 2,18  |